# Wędrowiec urzeczony
Wędrowiec urzeczony (oryg. ros. Очарованный странник) – opowiadanie Nikołaja Leskowa po raz pierwszy opublikowane w 1873.

## Okoliczności powstania i publikacja utworu
Leskow napisał Wędrowca urzeczonego przed 1873. Inspiracją dla niego była powieść Przygody Telemacha, pierwotny tytuł opowiadania brzmiał zresztą Czarnoziemny Telemach. Obydwa utwory opowiadają o podróży tytułowego bohatera, w toku której zdobywa on nowe doświadczenia, moralnie się doskonali, przebywając nadzwyczajnie przygody. Innymi tekstami, które wpłynęły na kształt dzieła Leskowa, były Martwe dusze i Don Kichot.
Na początku tego roku autor przesłał tekst Michaiłowi Katkowowi, który jednak negatywnie ocenił utwór, stwierdzając, że opracowane dzieło nadaje się co najwyżej jako podstawa do dalszej pracy literackiej. Katkow nie chciał drukować opowiadania także ze względu na scenę, w której metropolita Filaret zgadza się na modlitwy za samobójców. Ostatecznie Wędrowiec urzeczony został wydrukowany na łamach pisma Russkij Mir w odcinkach.

## Treść

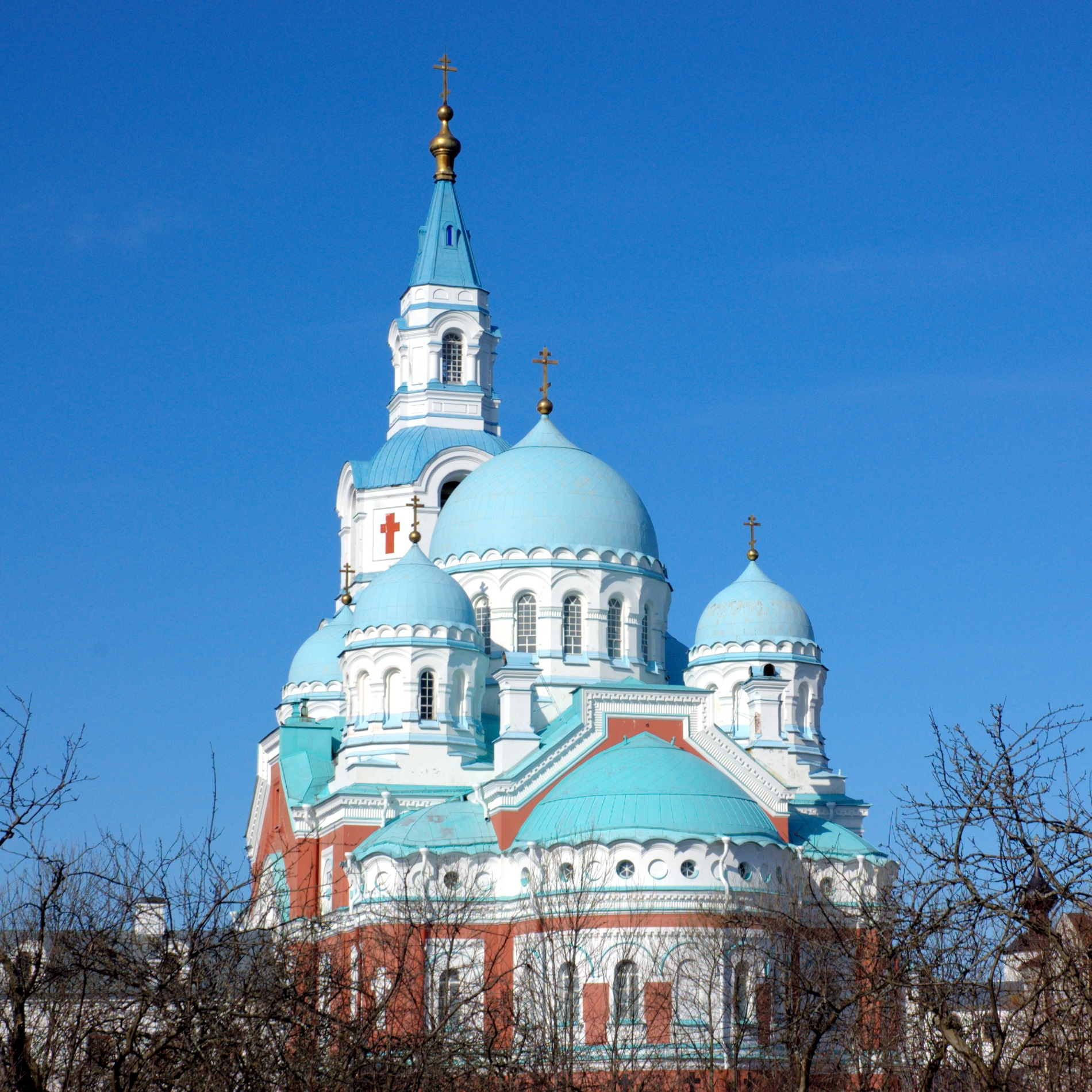
Widok monasteru Wałaamskiego, do którego udają się bohaterowie opowiadania

Grupa pielgrzymów udaje się z Monasteru Koniewskiego do Monasteru Wałaamskiego. Po drodze tematem rozmowy staje się historia pewnego cerkiewnego psalmisty, który pod wpływem alkoholu zwariował i popełnił samobójstwo. Jeden z podróżnych stwierdza, że odbierając sobie życie mężczyzna ten skazał siebie na wieczne potępienie. Obecny przy rozmowie posłusznik zaprzecza: zna bowiem duchownego z eparchii moskiewskiej, który wbrew cerkiewnej tradycji, ale za zgodą metropolity Filareta modli się za dusze samobójców, ponadto w niektóre święta wierni mają prawo modlić się za wszystkich bez wyjątku. Zebrani pytają wówczas samego posłusznika o jego dotychczasowe życie, o czym ten zaczyna opowiadać.
Imię i nazwisko opowiadającego brzmiało Iwan Siewierjanycz Flagin. Jego ojciec był chłopem pańszczyźnianym, pochodził z guberni orłowskiej i pełnił u swoich państwa obowiązki stangreta. Sam wychowywał syna, gdyż jego żona zmarła przy porodzie. Chłopiec od najmłodszych lat uczył się opieki nad końmi i powożenia. W wieku jedenastu lat został forysiem. Pewnego dnia w takim właśnie charakterze udawał się razem z ojcem i ich właścicielem, hrabią, z pielgrzymką do monasteru. Przed klasztorem chłopiec zauważył na mijającym ich wozie śpiącego człowieka. Dla żartu zdzielił go batem, w rezultacie czego mężczyzna spadł z wozu, zaplątał się w lejce i zginął na miejscu. W nocy zmarły, mnich, ukazuje się we śnie Flaginowi, stwierdzając, że jego matka, nie mogąc doczekać się urodzenia syna, będąc w ciąży w modlitwie ofiarowała spodziewane dziecko na służbę Bogu. Mnich oznajmia, że dopóki Flagin nie zostanie mnichem, spełniając obietnicę matki, wielokrotnie będzie znajdował się w dramatycznych, grożących śmiercią sytuacjach, nigdy jednak nie straci życia. Ten jednak nie wierzy w usłyszane słowa. W jakiś czas później chłopiec ponownie jedzie z ojcem i państwem na pielgrzymkę do relikwii św. Mitrofana z Woroneża i cudem nie traci życia, gdy konie powozu wpadają w przepaść.
Państwo, przekonani, iż to zachowanie Iwana Flagina zapobiegło całkowitemu zniszczeniu powozu, przez pewien czas traktują go szczególnie dobrze. Ten w wolnym czasie zaczyna hodować gołębie. Zorientowawszy się, że pisklęta zjada mu kot, ucina zwierzęciu ogon. Staje się to przyczyną awantury z pokojówką państwa. Rządca nakazuje wychłostać Flagina i skierować go do pracy przy tłuczeniu kamieni do wysypywania ścieżek w ogrodzie. Młody człowiek postanawia się powiesić, jednak wędrowny Cygan namawia go, by przystąpił do ich złodziejskiej szajki. Za namową Cygana Flagin wyprowadza ze stajni państwa warte trzysta rubli konie, jednak po sprzedaniu ich na targu otrzymuje jako swój udział zaledwie rubla. Zniechęca go to do dalszych kradzieży. Udaje się do asesora ziemskiego i w zamian za srebrny krzyżyk otrzymuje kartę pobytu i prawo wyjazdu do Mikołajowa. Tam miejscowy szlachcic wynajmuje go do opieki nad swoją kilkuletnią córeczką, której matka uciekła z kochankiem. Po pewnym czasie, podczas spaceru, spotyka kobietę. Początkowo odmawia wydania dziecka. Następnie jednak zmienia zdanie i ucieka z dziewczynką, jej matką i nowym partnerem. Traci przy tym swój paszport, który zostaje u poprzedniego pracodawcy. Partner matki dziewczynki nie chce jednak utrzymywać zbiegłego chłopa - daje mu 200 rubli i poleca mu odejście.
Flagin udaje się na jarmark, gdzie zachwyca go wystawiona na sprzedaż klacz. Mężczyzna obserwuje, jak dwóch Tatarów pojedynkuje się o prawo jej kupna, wzajemnie chłostając się biczami. Następnie Flagin dostrzega pięknego ogiera i sam staje do analogicznej walki o niego, zabijając Tatara Sabakireja. Obserwujący go Rosjanie chcą oddać go pod sąd, jednak Tatarzy ukrywają go między sobą. Zostaje zmuszony do zamieszkania w ich obozowisku i ożeniony z dwiema kobietami. Próbuje uciec, prosząc o pomoc dwóch prawosławnych misjonarzy, ci jednak odmawiają mu wsparcia, wkrótce zresztą zostają zamordowani przez Tatarów. Ostatecznie udaje mu się wydostać i dotrzeć do Astrachania. Tam zostaje rozpoznany jako zbiegły chłop i odstawiony z powrotem do majątku, w którym się urodził. Pan pozwala mu zostać chłopem czynszowym. Flagin zaczyna włóczyć się po jarmarkach, doradzając klientom przy zakupie koni. Doceniając jego znawstwo w tej dziedzinie, przypadkowo spotkany książę zatrudnia go na stałe jako konesera, odpowiedzialnego za zakupy koni.
Mijają trzy lata. Flagin w swój wolny dzień spotyka w karczmie mężczyznę, który przedstawia się jako magnetyzer. Po spotkaniu z nim wydaje mu się, że widzi wokół diabły. Wędrując przed siebie, trafia do domu, w którym występuje piękna Cyganka Grusza. Pijany Flagin, zachwycony jej tańcem i śpiewem, rzuca jej pod nogi kolejne banknoty sturublowe, które miał na przechowanie od księcia. Po pobycie w szpitalu wskutek przepicia dowiaduje się, że również jego pan spotkał się z Gruszą i postanowił wykupić ją z taboru, chociaż jest żonaty. Romans pana i Cyganki trwa jednak krótko. Zrozpaczona dziewczyna prosi Flagina, by ją zabił, zanim ona sama z rozpaczy zamorduje księcia i samą siebie. Flagin początkowo nie potrafi zadać jej śmiertelnego ciosu, jednak gdy dziewczyna grozi mu, że z zemsty zostanie prostytutką, zrzuca ją z urwiska do rzeki. Oddalając się z miejsca zabójstwa spotyka parę staruszków, których jedyny syn ma trafić do wojska. Zgadza się podać za niego i pod nazwiskiem Piotra Serdiukowa odbyć służbę wojskową na Kaukazie. Pragnąc odpokutować za grzechy, zgłasza się za każdym razem do najbardziej ryzykownych zadań, za każdym razem zachowuje jednak życie, zaś po piętnastu latach otrzymuje dymisję i krzyż św. Jerzego. Podejmuje wówczas pracę aktora, ostatecznie zaś wstępuje do monasteru.
W klasztorze nadal jednak ciągle zdarzają mu się dziwne sytuacje: zabija siekierą krowę klasztorną, biorąc ją za ducha Żyda-samobójcy, przewraca podświecznik przed ikoną, gdy wydaje mu się, że diabeł stoi obok i gasi świece. Z powodu opisywanych wydarzeń zostaje zamknięty w celi w piwnicy, gdzie zyskuje dar przepowiadania przeszłości. Stwierdza, że widzi przyszłą wojnę i że będzie gotów wziąć w niej udział, po czym kończy swoją opowieść i pogrąża się w zadumie.

## Cechy utworu
Przygody Flagina stanowią ciąg epizodów, luźno związanych jeden z drugim. Jego losem rządzi przypadek. Bohater zachowuje się w kolejnych sytuacjach w sposób nieobliczalny, niekiedy nielogiczny. Przykładem tego jest spotkanie z matką dziewczynki, której ojciec wynajął go w charakterze opiekuna. Początkowo Flagin odmawia wydania dziecka, by w ostatniej chwili zmienić zdanie i uciec razem z kobietą, jej córką i kochankiem. Jedyna stała cecha bohatera to namiętność do pięknych koni.
Flagin jest początkowo człowiekiem pozbawionym jakichkolwiek wartości moralnych. Ani po spowodowaniu (poprzez uderzenie z biczem i strącenie z wozu) śmierci mnicha, ani po zabójstwie Tatara w pojedynku o konia nie czuje wyrzutów sumienia. Dopiero pobyt w obozowisku Tatarów czyni z niego patriotę gorąco przywiązanego do Rosji, zaś spotkanie z Gruszą rozpoczyna jego przemianę w sferze moralnej. Flagin stopniowo staje się "mężem sprawiedliwym" –  człowiekiem z ludu o wytrwałym i dobrym charakterze, moralnej sile, gotowości do bohaterskich czynów, prostym, lecz dalekosiężnym rozumie. Z subtelnym humorem przedstawiony jest bohater jako posłusznik – równocześnie troszczy się o ojczyznę i jest gotowy w razie czego walczyć o nią, w codziennym zaś życiu klasztornym bierze udział w absurdalnych epizodach, jak strącenie świec w cerkwi.
Język wypowiedzi Flagina odzwierciedla jego życiowe doświadczenia - nie jest to typowy język literacki, a naśladowanie ustnej mowy w oparciu o obserwacje języka, jakim posługują się różne środowiska społeczne. Ten typ narracji określa się jako narrację wypowiadawczą (ros. skaz).